# Atletiek op de Olympische Zomerspelen 2020 – 50 kilometer snelwandelen mannen
De 50 kilometer snelwandelen voor mannen  op de Olympische Zomerspelen 2020 vond plaats op vrijdag 6 augustus 2021 in Sapporo. 
De marathon en het snelwandelen waren initieel voorzien te starten in de tuinen van het Japans keizerlijk paleis, de Kokyo maar na de kritiek volgend op de wereldkampioenschappen atletiek 2019 in Doha omtrent de klimatologische omstandigheden waarin de marathon afgewerkt diende te worden, besliste het Japans Olympisch Comité en het IOC de marathon en het snelwandelen te verplaatsen van Tokio naar het veel koelere noordelijke eiland Hokkaido met start en aankomst in het Odori Park in Sapporo, gekend van de marathon van Hokkaido.

## Records
Voorafgaand aan het toernooi waren dit het wereldrecord en het olympisch record.
| Wereldrecord     | Yohann Diniz  | 3.32,33 | Zürich | 15 augustus 2010 |
| Olympisch record | Jared Tallent | 3.36,53 | Londen | 11 augustus 2012 |

## Resultaten
| afkortingen: | ~ | Geen contact met grondoppervlak | > | Gebogen knie | TR 54.7.5 | Diskwalificatie wegens regel TR 54.7.5 |

| Rang   | Naam                   | Land | Tijd    | Bijz.          |
| ------ | ---------------------- | ---- | ------- | -------------- |
| Goud   | Dawid Tomala           | POL  | 3:50.08 |                |
| Zilver | Jonathan Hilbert       | GER  | 3:50:44 | ~~             |
| Brons  | Evan Dunfee            | CAN  | 3:50:59 | SB             |
| 4      | Marc Tur               | ESP  | 3:51:08 | >>             |
| 5      | João Vieira            | POR  | 3:51:28 | SB             |
| 6      | Masatora Kawano        | JPN  | 3:51:56 | SB             |
| 7      | Bian Tongda            | CHN  | 3:52:01 |                |
| 8      | Rhydian Cowley         | AUS  | 3:52:01 | PB             |
| 9      | Aku Partanen           | FIN  | 3:52:39 | ~ SB           |
| 10     | Brendan Boyce          | IRL  | 3:53:40 |                |
| 11     | José Montaña           | COL  | 3:53:50 | SB             |
| 12     | Artur Brzozowski       | POL  | 3:54:08 | ~ SB           |
| 13     | Jorge Ruiz             | COL  | 3:55:30 | ~              |
| 14     | Matej Tóth             | SVK  | 3:56:23 | SB             |
| 15     | José Leyver            | MEX  | 3:56:53 | ~ SB           |
| 16     | Quentin Rew            | NZL  | 3:57:33 | ~              |
| 17     | Máté Helebrandt        | HUN  | 3:57:53 | ~ SB           |
| 18     | Diego Pinzón           | COL  | 3:57:54 |                |
| 19     | Andrés Chocho          | ECU  | 3:59:03 | ~>~ SB         |
| 20     | Bence Venyercsán       | HUN  | 3:59:05 |                |
| 21     | Wang Qin               | CHN  | 3:59:35 |                |
| 22     | Dzmitry Dziubin        | BLR  | 4:00:25 | SB             |
| 23     | Andrea Agrusti         | ITA  | 4:01:10 |                |
| 24     | Marius Cocioran        | ROU  | 4:01:43 |                |
| 25     | Marjan Zakalnytskyj    | UKR  | 4:02:53 |                |
| 26     | Jarkko Kinnunen        | FIN  | 4:04:28 | >              |
| 27     | Jhonatan Amores        | ECU  | 4:05:47 |                |
| 28     | Luo Yadong             | CHN  | 4:06:17 |                |
| 29     | Alex Wright            | IRL  | 4:06:20 | ~ SB           |
| 30     | Hayato Katsuki         | JPN  | 4:06:32 |                |
| 31     | Arturas Mastianica     | LTU  | 4:06:43 |                |
| 32     | Satoshi Maruo          | JPN  | 4:06:44 |                |
| 33     | Carl Dohmann           | GER  | 4:07:18 |                |
| 34     | Bernardo Barrondo      | GUA  | 4:08:34 | ~~>            |
| 35     | Jesús Ángel García     | ESP  | 4:10:03 | >              |
| 36     | Alexandros Papamichail | GRE  | 4:12:49 |                |
| 37     | Arnis Rumbenieks       | LAT  | 4:13:33 | >>             |
| 38     | Aleksi Ojala           | FIN  | 4:14:02 | >              |
| 39     | Valeriy Litanyuk       | UKR  | 4:14:05 | >              |
| 40     | Marc Mundell           | RSA  | 4:14:37 |                |
| 41     | Michal Morvay          | SVK  | 4:15:22 |                |
| 42     | Nathaniel Seiler       | GER  | 4:15:37 |                |
| 43     | Vít Hlaváč             | CZE  | 4:15:40 |                |
| 44     | Horacio Nava           | MEX  | 4:19:00 | >>             |
| 45     | Mathieu Bilodeau       | CAN  | 4:20:36 | SB             |
| 46     | Lukáš Gdula            | CZE  | 4:33:06 | >>>            |
| 47     | Claudio Villanueva     | ECU  | 4:53:09 | >>             |
| –      | Teodorico Caporaso     | ITA  | DNF     | ~              |
| –      | Rafał Augustyn         | POL  | DNF     |                |
| –      | Håvard Haukenes        | NOR  | DNF     |                |
| –      | Luis Manuel Corchete   | ESP  | DNF     |                |
| –      | Gurpreet Singh         | IND  | DNF     |                |
| –      | Ivan Banzeruk          | UKR  | DNF     | >>             |
| –      | Luis Ángel Sánchez     | GUA  | DNF     | ~~~            |
| –      | Isaac Palma            | MEX  | DNF     | ~              |
| –      | Yohann Diniz           | FRA  | DNF     |                |
| –      | Marco De Luca          | ITA  | DNF     |                |
| –      | Ruslans Smolonskis     | LAT  | DQ      | ~>>> TR 54,7,5 |
| –      | Érick Bernabé Barrondo | GUA  | DQ      | ~~~~ TR 54,7,5 |

1932: Thomas Green ·
1936: Harold Whitlock ·
1948: John Ljunggren ·
1952: Pino Dordoni ·
1956: Norman Read ·
1960: Don Thompson ·
1964: Abdon Pamich ·
1968: Christoph Höhne ·
1972: Bernd Kannenberg ·
1980: Hartwig Gauder ·
1984: Raúl González ·
1988: Vjatsjeslav Ivanenko ·
1992: Andrej Perlov ·
1996: Robert Korzeniowski ·
2000: Robert Korzeniowski ·
2004: Robert Korzeniowski ·
2008: Alex Schwazer ·
2012: Jared Tallent ·
2016: Matej Tóth ·
2020: Dawid Tomala